# لافاييت راسيل
لافاييت راسيل (بالإنجليزية: Lafayette Russell)‏ هو لاعب كرة قدم أمريكية وممثل أمريكي، ولد في 31 مايو 1905 في الولايات المتحدة، وتوفي بنفس المكان في 16 مارس 1978 بسبب نوبة قلبية.

## وصلات خارجية
- لافاييت راسيل على موقع IMDb (الإنجليزية)
- لافاييت راسيل على موقع روتن توميتوز (الإنجليزية)
- لافاييت راسيل على موقع قاعدة بيانات الفيلم (الإنجليزية)